# Alchemilla subsericea
Alchemilla subsericea är en rosväxtart som beskrevs av Reuter. Alchemilla subsericea ingår i släktet daggkåpor, och familjen rosväxter. Inga underarter finns listade i Catalogue of Life.